# Тіна Веймут
Мартіна Мішель Веймут (англ. Martina Michèle Weymouth; нар. 22 листопада 1950, Коронадо, Каліфорнія, США) — американська співачка, музикантка та авторка пісень, найбільш відома як співзасновниця й басистка новохвильової групи «Talking Heads», а також її побічного проєкту «Tom Tom Club», який вона співзаснувала разом із своїм чоловіком та барабанщиком «Talking Heads» Крісом Францем. У 2002 році була введена до Зали слави рок-н-ролу як учасниця «Talking Heads». Журнал «Rolling Stone» помістив її на 29-е місце у списку найвидатніших басистів усіх часів. Ще Веймут є однією з перших басисток, яка грала пальцями.

## Життя та творчість

### Ранні роки
Мартіна Мішель Веймут народилася в Коронадо, штат Каліфорнія, в родині віце-адмірала ВМС США Ральфа Веймута та Лаури Бушаж. Тіна була третьої з семи дітей подружжя. Один із її братів — Ян Веймут — згодом став відомим архітектором, зокрема він є автором проєкту будівлі Музею Сальвадора Далі. По лінії матері, француженки за походженням, Тіна Веймут є правнучкою бретонського письменника Анатоля Ле Бра.
У віці 12 років Веймут приєдналася до аматорського музичного колективу «Potomac English Handbell Ringers», яким керувала Ненсі Тафтс, і гастролювала з ним, виступаючи в церквах, школах і — одного разу — на Всесвітній виставці в Нью-Йорку. У 14 років вона почала вчитися грати народну музику на акустичній гітарі.

### «Talking Heads»
Будучи студенткою Род-Айлендської школи дизайну, Тіна Веймут познайомилася з Крісом Францом і Девідом Бірном, які створили групу під назвою «Artistics». Вона почала зустрічатися з Францом і була водієм групи. В 1974 році, після закінчення навчання в школі дизайну, вони втрьох переїхали до Нью-Йорка. Оскільки Бірн і Франц не змогли знайти бас-гітариста, який би підійшов групі, Тіна на прохання останнього почала вчитися грати на цьому інструменті й стала басисткою групи.
Як бас-гітаристка вона поєднала мінімалістичний арт-панк таких груп, як «Wire» і «Pere Ubu», з танцювальними рифами з елементами фанку, створивши основу фірмового звучання «Talking Heads».

### Участь у інших проєктах
У 1980 році Тіна Веймут і Кріс Франц заснували проєкт «Tom Tom Club», з яким і працювали впродовж досить тривалої перерви в діяльності «Talking Heads». Коли стало очевидно, що фронтмен «Talking Heads» Девід Бірн не зацікавлений працювати над новим альбомом гурту, Веймут, Франц і Джеррі Гаррісон у 1996 році возз'єдналися без нього під назвою «The Heads» для створення альбому «No Talking, Just Head», на запису якого співали різні запрошені вокалісти. Тоді Веймут критикувала Бірна як «людину, нездатну повернути дружбу».

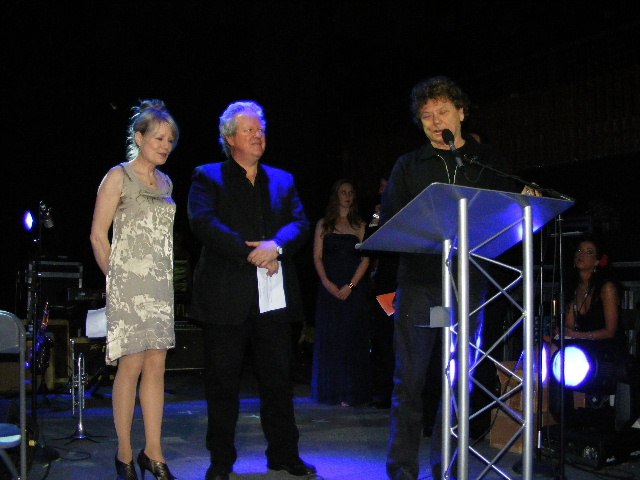
Тіна Веймут, Кріс Франц і Джеррі Гаррісон на церемонії «Austin Music Awards» (2010)

У 1992 році Тіна Веймут стала співпродюсеркою альбому «Yes Please» гурту «Happy Mondays».
У 2001 році вона виконала партію бек-вокалу й перкусії в пісні «19-2000» віртуального гурту «Gorillaz».
Веймут була в журі другої щорічної премії «Independent Music Awards», метою якої є підтримка кар'єри незалежних виконавців.
У 2003 році разом із іншими музикантами, такими як Місс Кіттін, Кевін Блечдом, «Le Tigre» та Нікола Куперус з «Adult», вона співпрацювала з німецьким гуртом «Chicks on Speed» над їхньою кавер-версією пісні «Tom Tom Club» «Wordy Rappinghood», що увійшла до альбому «99 Cents». У цій версії композиція стала танцювальним хітом середньої популярності в Європі, досягнувши другого місця в Нідерландському топ-40, п'ятого місця в Бельгійському танцювальному чарті та сьомого місця в Чарті синглів Великої Британії.

## Особисте життя
Веймут і Кріс Франц одружені з 1977 року, мають двох синів. Подружжя мешкає у Ферфілді, штат Коннектикут. Племінниця Тіни, Кетрін Веймут, працювала виконавчим директором «Вашингтон пост».
У березні 2022 року Тіна Веймут із чоловіком потрапили в автомобільну аварію: п'яний водій виїхав на зустрічну смугу й улаштував лобове зіткнення з позашляховиком «Ford», на якому їхало подружжя. Тіна отримала перелом грудини та трьох ребер.

## Інструменти
- Höfner 500/2 Club Bass

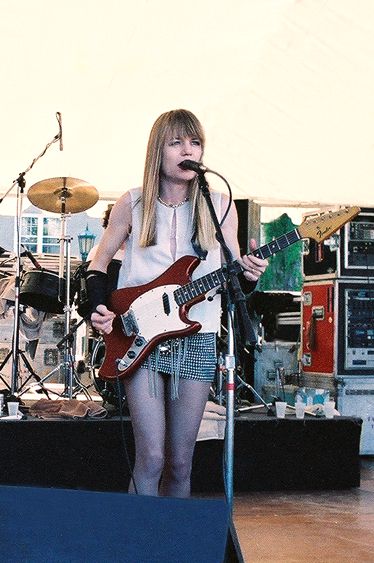
Тіна Веймут із гітарою «Fender Swinger» в складі «Tom Tom Club» під час виступу в Нью-Йорку (1986)

- Veillette-Citron Standard 4 String
- Fender Mustang Bass
- Gibson Les Paul Triumph Bass
- Fender Jazz Bass
- Steinberger L-Series Bass
- Fender Swinger Guitar